# Augustyn Jeong Yak-jong
Augustyn Jeong Yak-jong (kor. 정약종 아우구스티노; ur. w 1760 w Gwangju w Korei; zm. 8 kwietnia 1801 w Seulu) – koreański męczennik, błogosławiony Kościoła katolickiego.

## Życiorys
Jeong Yak-jong urodził się w 1760 roku w Gwangju w prowincji Gyeonggi w Korei. W 1786 roku zetknął się z katolicyzmem. Katechizmu uczył go jego starszy brat, a po przyjęciu chrztu Augustyn Jeong Yak-jong sam poświęcił się nauczaniu religii członków swojej rodziny. Pod jego wpływem jego druga żona Cecylia Yu So-sa została chrześcijanką. Po pewnym czasie przeprowadził się do Bunwon. Zaangażował się w pomoc chińskiemu misjonarzowi księdzu Jakubowi Zhou Wenmo. Augustyn Jeong Yak-jong napisał dwa tomy katechizmu w języku koreańskim.
Władze Korei były nieprzyjaźnie nastawione do chrześcijan. W 1800 roku rozpoczęto prześladowania, które skłoniły Augustyna Jeong Yak-jong, dla większego bezpieczeństwa, do przeprowadzenia się razem z rodziną do Seulu. Jednak już w 1801 roku Augustyn Jeong Yak-jong został uwięziony razem z żoną i trójką ich dzieci. Próbowano zmusić go do wyrzeczenia się wiary. Ponieważ był nieugięty, skazano go na karę śmierci, a wyrok zatwierdził sąd królewski. Został ścięty z powodu wyznawanej wiary zaledwie 15 dni po aresztowaniu, 8 kwietnia 1801 roku, w miejscu straceń w Seulu za Małą Zachodnią Bramą razem z innymi katolikami: Franciszkiem Ksawerym Hong Gyo-man, Janem Choe Chang-hyeon, Tomaszem Choe Pil-gong oraz Łukaszem Hong Nak-min.
Syn Augustyna Jeong Yak-jong Karol Jeong Cheol-sang został męczennikiem w maju 1801 roku. Natomiast po pewnym czasie uwolniono jego żonę i dwójkę pozostałych dzieci, ale ich majątek został skonfiskowany. Podczas prześladowań w 1839 roku ponieśli oni śmierć męczeńską za wiarę: Paweł Chŏng Ha-sang we wrześniu, Cecylia Yu So-sa w listopadzie, a Elżbieta Chŏng Chŏng-hye w grudniu.
Augustyn Jeong Yak-jong został beatyfikowany razem ze swoim synem Karolem Jeong Cheol-sang przez papieża Franciszka 16 sierpnia 2014 roku w grupie 124 męczenników koreańskich. Jego żona Cecylia Yu So-sa i dwójka dzieci: Paweł Chŏng Ha-sang oraz Elżbieta Chŏng Chŏng-hye zostali kanonizowani 6 maja 1984 przez Jana Pawła II w grupie 103 męczenników koreańskich.
Augustyn Jeong Yak-jong wspominany jest 31 maja z grupą 124 męczenników koreańskich.